# Basilornis celebensis
El miná de Célebes (Basilornis celebensis) es una especie de ave paseriforme de la familia Sturnidae endémica de las islas Célebes, en Indonesia. Su hábitat natural son los bosques húmedos tropicales de tierras bajas.